# Liste d'élections en 1938
Chronologie des élections
- 1934
- 1935
- 1936
- 1937
- 1938
- 1939
- 1940
- 1941
- 1942

Cette liste recense les élections organisées durant l'année 1938. Elle inclut les élections législatives et présidentielles nationales dans les États souverains, ainsi que les principaux référendums.
L'année est marquée par l'invasion allemande de l'Autriche et de la Tchécoslovaquie, abandonnées à leur sort par les démocraties occidentales via les accords de Munich. Le régime nazi en Allemagne (avril), le gouvernement pro-nazi en Slovaquie (décembre), ainsi que les régimes fascistes à Saint-Marin (mai) et au Portugal (octobre) organisent tous en 1938 des élections à parti unique ou à liste unique, où les électeurs sont contraints d'approuver formellement la dictature. De même, le nouveau régime d'extrême-droite en Roumanie orchestre un semblant de référendum au mois de février pour légitimer l'abrogation de la démocratie parlementaire. En Yougoslavie (décembre), le gouvernement d'inspiration fasciste remporte des élections encore partiellement libres, où l'opposition obtient de bons résultats malgré les pressions. Au Siam, les élections du mois de novembre sont suivies par la mise en place d'une dictature militaire fasciste.
Ailleurs, des semblants d'élections consolident le pouvoir de dictatures de droite en République dominicaine (mai) et au Nicaragua (novembre). En Bolivie (mars), c'est une dictature militaire de gauche qui organise des élections à sens unique, avant toutefois de s'effondrer l'année suivante.
Certains États des Amériques et d'Europe connaissent néanmoins des élections démocratiques. Le Chili (octobre) est par exemple le seul pays en 1938 où des élections produisent une alternance politique au sommet de l'État, avec la défaite des libéraux au profit du Parti radical. En Nouvelle-Zélande (octobre), historiquement la première démocratie (premier pays à reconnaître le droit de vote des femmes, en 1893), le très populaire premier ministre travailliste Michael Savage, auteur de l'État-providence, est réélu avec une large majorité.
De nombreux pays en 1938 ne reconnaissent pas encore le droit de vote des femmes. Néanmoins, les élections ci-dessous se déroulent au suffrage universel sans distinction de sexe, sauf en cas d'indication contraire (« élection au suffrage masculin »).

## Par mois

### Janvier
Il n'y a pas d'élection nationale en janvier 1938.

### Février
| Date             | Pays                | Élections    | Notes | Résultats |
| ---------------- | ------------------- | ------------ | --- | --- |
| 24 février       | Royaume de Roumanie | Référendum   | Scrutin au suffrage masculin. À cette date, le roi Carol II vient de nommer un gouvernement d'extrême-droite, antisémite, qui n'a pas le soutien du Parlement. Une proposition de nouvelle Constitution est soumise aux citoyens par référendum. Elle propose la mise en place d'une dictature, où le roi pourrait dissoudre le Parlement à sa guise, légiférer seul, et amender seul la Constitution. Le gouvernement serait responsable devant le roi, et non plus devant le Parlement. Voter à ce référendum est obligatoire. Chaque électeur doit annoncer son vote oralement. Le silence d'un électeur est considéré comme un vote d'approbation. Le référendum se déroule dans un climat de violences et d'intimidation. | La nouvelle Constitution est approuvée officiellement par 99,9 % des votants. Le Parlement est dissous. |
| 24 et 25 février | Estonie             | Législatives | Ces élections amorcent la fin de l'« ère du silence », une période de régime autoritaire à parti unique menée par Konstantin Päts pour rétablir la stabilité et éviter le risque d'une prise de pouvoir par l'extrême-droite. Néanmoins, les partis politiques ne sont pas rétablis pour ce scrutin. Ces élections opposent donc le gouvernement à des candidats d'opposition sans étiquette formelle. | Le Front national pour l'application de la Constitution (représentant le gouvernement) remporte plus des trois quarts des sièges. Les élus d'opposition incluent notamment des socialistes, mais aussi des centristes, et deux représentants du mouvement Vaps (extrême-droite paramilitaire, anti-socialiste et anti-parlementaire). Konstantin Päts demeure premier ministre jusqu'au mois d'avril, lorsqu'il prend la présidence de la République et nomme Kaarel Eenpalu premier ministre. Ce sont les dernières élections relativement libres en Estonie avant 1990. Les suivantes, en 1940, se déroulent sous occupation militaire soviétique. |

### Mars
| Date         | Pays                | Élections                      | Notes | Résultats |
| ------------ | ------------------- | ------------------------------ | --- | --- |
| 5 mars       | Cuba                | Législatives                   | Élections de mi-mandat, pour la moitié des sièges. | La coalition libéral-nationaliste au pouvoir conserve la majorité absolue des sièges. |
| 13 mars      | Bolivie             | Législatives                   | Élection d'une assemblée constituante, au suffrage masculin. Ce scrutin fait suite à deux coups d'État, en 1936 puis en 1937, mettent en place un régime de « socialisme militaire ». | Le Front socialiste uni (qui rassemble la confédération syndicale, un parti militaire et divers partis socialistes), seul mouvement politique autorisé, remporte la quasi-totalité des sièges, quelques sièges revenant à des élus sans étiquette. L'assemblée produit une Constitution qui prévoit un code du travail, un État interventionniste sur le plan social et économique, et la reconnaissance des intérêts des communautés autochtones. Il accorde également le droit de vote aux femmes, sur la base toutefois d'un suffrage censitaire et en excluant les illettrées. Frustré par la difficulté de mettre en œuvre ces réformes, le volatil dictateur Germán Busch se suicide en août 1939, et un régime démocratique est rétabli. |
| 6 au 27 mars | Royaume de Bulgarie | Législatives                   | En 1934 a eu lieu un coup d'État militaire républicain et nationaliste, d'extrême-droite. En 1935, le tsar Boris III parvient à chasser le gouvernement issu de ce putsch, et instaure un régime autoritaire transitoire, qu'il dirige. Les partis politiques, interdits en 1934, n'ont pas été restaurés pour cette élection. | Bien qu'élus formellement sans étiquette, la majorité des députés issus de ce scrutin sont favorables au gouvernement. Gueorgui Kiosseivanov demeure premier ministre. |
| 28 mars      | Uruguay             | Législatives et présidentielle | | Le Parti Colorado (libéral, centre-gauche, laïc) conserve sa majorité absolue des sièges à la Chambre des députés, et la moitié exactement des sièges au Sénat, l'autre moitié revenant au Parti national (conservateur). Alfredo Baldomir (Parti Colorado) est élu président avec 61,4 % des voix. |

### Avril
| Date     | Pays           | Élections    | Notes | Résultats |
| -------- | -------------- | ------------ | --- | --- |
| 10 avril | Reich allemand | Législatives | L'Allemagne nazie est une dictature à parti unique, où les opposants politiques sont réprimés et assassinés. Les élections prennent la forme d'un référendum : les votants sont appelés en principe à voter pour ou contre une liste unique de candidats présentée par le parti. Dans le même temps, les électeurs doivent approuver l’Anschluss - l'annexion de l'Autriche qui vient de se dérouler. Le scrutin a lieu également en Autriche, désormais considérée comme faisant partie du Reich allemand. | Les autorités annoncent un taux d'approbation de 98,9 %, à la fois pour la liste de candidats et pour l'annexion de l'Autriche. Le Parti nazi (extrême-droite : national-socialiste, totalitaire, antisémite, pangermaniste) remporte mécaniquement tous les sièges. Adolf Hitler demeure chancelier. |
| 13 avril | Costa Rica     | Législatives | Élections au suffrage masculin. | Le Parti républicain national (libéral) conserve sa majorité. |

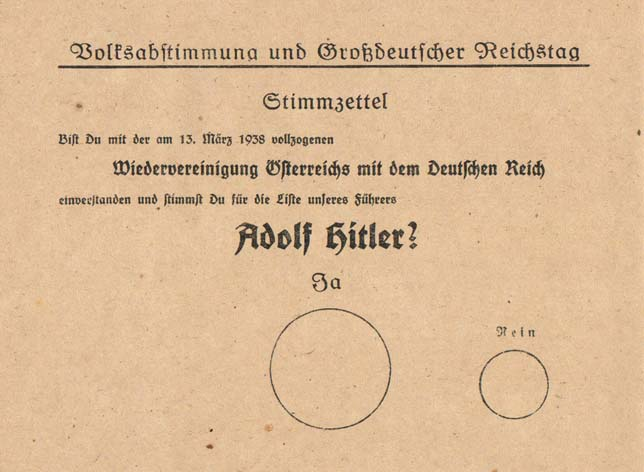
Bulletin de vote des élections allemandes de 1938. Le « oui » est en position centrale, dans une case plus grande que la case « non ».

### Mai
| Date    | Pays                   | Élections                      | Notes | Résultats |
| ------- | ---------------------- | ------------------------------ | --- | --- |
| 1er mai | Colombie               | Présidentielle                 | Élections au suffrage masculin. | Le Parti conservateur ne présente pas de candidat. Eduardo Santos, du Parti libéral, est ainsi élu automatiquement avec 100 % des voix (et un taux de participation de seulement 30,2 %).                                                        |
| 16 mai  | République dominicaine | Législatives et présidentielle | Élections au suffrage masculin. La République dominicaine à cette date est une dictature militaire à parti unique et un État policier. Un culte de la personnalité encense le dictateur Rafael Trujillo, responsable de dizaines de milliers de morts dans son pays. Par ces élections, qui font suite à un massacre génocidaire perpétré en octobre 1937, Trujillo se retire officiellement de la présidence, mais conserve en réalité la mainmise sur le pays. | Le Parti dominicain (droite), seul parti autorisé, conserve mécaniquement tous les sièges au Congrès. Jacinto Peynado (Parti dominicain), choisi par Trujillo et seul candidat à la présidentielle, est automatiquement élu avec 100 % des voix. |
| 18 mai  | Union d'Afrique du Sud | Législatives                   | Le droit de vote en Afrique du Sud à cette date varie selon les provinces. Seuls les blancs peuvent être élus. Dans tout le pays, tous les blancs, hommes et femmes, ont le droit de vote. Aucune femme non-blanche n'a le droit de vote. Aucun homme non-blanc non plus dans les provinces de Transvaal et d'Orange. Dans la province du Cap et la province de Natal, les hommes non-blancs peuvent voter à condition de savoir lire, et de remplir les conditions d'un suffrage censitaire. Les hommes qui ne sont considérés ni blancs, ni noirs (par exemple, d'origine asiatique) y votent sur les mêmes listes électorales que les blancs ; les noirs, à l'inverse, sont confinés à leur propre liste électorale, et élisent au total trois députés (blancs) pour représenter leurs intérêts. | Le Parti uni (conservateur, libéral) conserve la majorité absolue des sièges. James B. Hertzog demeure premier ministre. |
| 29 mai  | Saint-Marin            | Législatives                   | Élections au suffrage masculin. Saint-Marin sévit sous un régime fasciste à parti unique depuis 1923. | Seul parti autorisé, le Parti fasciste conserve mécaniquement tous les sièges. |

### Juin
| Date    | Pays    | Élections      | Notes | Résultats |
| ------- | ------- | -------------- | --- | --- |
| 17 juin | Irlande | Législatives   | | Le parti Fianna Fáil (populiste, centre à centre-gauche), qui disposait d'une majorité relative des sièges, remporte cette fois la majorité absolue. Éamon de Valera demeure premier ministre.               |
| 25 juin | Irlande | Présidentielle | Première élection présidentielle de l'histoire du pays, la fonction de président ayant été établie par la Constitution de 1937. L'élection doit se dérouler au suffrage universel. Néanmoins, un seul candidat se présente, soutenu par les principaux partis. | Douglas Hyde (sans étiquette) est déclaré vainqueur sans élection, étant le seul candidat. La fonction de président est essentiellement cérémonielle ; le premier ministre détient le réel pouvoir exécutif. |

### Juillet
Il n'y a pas d'élection nationale en juillet 1938.

### Août
| Date    | Pays     | Élections  | Notes | Résultats                                    |
| ------- | -------- | ---------- | --- | -------------------------------------------- |
| 15 août | Paraguay | Référendum | Scrutin au suffrage masculin. Le traité de paix qui met fin à la guerre du Chaco entre le Paraguay et la Bolivie est soumis à l'approbation du peuple paraguayen par référendum. (En Bolivie, il est approuvé par le corps législatif.) | Le traité est validé par 91,1 % des votants. |

### Septembre
Il n'y a pas d'élection nationale en septembre 1938.

### Octobre
| Date             | Pays             | Élections      | Notes | Résultats |
| ---------------- | ---------------- | -------------- | --- | --- |
| 14 et 15 octobre | Nouvelle-Zélande | Législatives   | | Le Parti travailliste (gauche), qui a mis en place l'État-providence durant la législature précédente, conserve la majorité absolue des sièges. Michael Joseph Savage demeure premier ministre.      |
| 25 octobre       | Chili            | Présidentielle | Élections au suffrage masculin. | Alternance. Pedro Aguirre Cerda (Parti radical : centre à centre-gauche, libéral, laïc) est élu avec 50,5 % des voix, face à Gustavo Ross du Parti libéral (centre-droit).                           |
| 30 octobre       | Portugal         | Législatives   | Le Portugal à cette date est une dictature d'extrême-droite à parti unique. Les hommes ont le droit de vote à condition de savoir lire et écrire ; les femmes, à condition d'avoir complété au moins leurs études secondaires. Aucune candidature d'opposition n'étant tolérée, les élections sont une pure façade. | Le parti Union nationale (extrême-droite, fascisme clérical), seul autorisé à présenter des candidats, conserve mécaniquement tous les sièges. António de Oliveira Salazar demeure premier ministre. |

### Novembre
| Date             | Pays       | Élections    | Notes | Résultats |
| ---------------- | ---------- | ------------ | --- | --- |
| 6 novembre       | Nicaragua  | Législatives | Élection d'une assemblée constituante, au suffrage masculin. Le Nicaragua à cette date sévit sous le régime autoritaire du président Anastasio Somoza García. Une opposition politique de façade est tolérée, mais toute réelle opposition est réprimée. Le scrutin vise à élire une assemblée aux ordres du président, et qui amendera la Constitution pour le maintenir au pouvoir.                         | Le Parti libéral nationaliste (conservateur, autoritaire) conserve la majorité absolue des sièges. Il confère un nouveau mandat de huit ans au président Somoza, et produit une nouvelle Constitution qui permet à celui-ci de gouverner les forces armées par décret, consolidant ainsi les fondements de la dictature. |
| 8 novembre       | États-Unis | Législatives | | Le Parti démocrate (centre-gauche) conserve sa majorité absolue des sièges dans les deux chambres du Congrès. |
| 12 novembre      | Siam       | Législatives | Le Siam à cette date est dirigé par un gouvernement relativement progressiste, composé de civils et de militaires, qui introduit des réformes sociales tout en développant les forces armées. | Il n'existe pas de partis politiques à cette date : tous les députés sont donc élus sans étiquette. Le maréchal Plaek Pibulsonggram (dit Pibun) est nommé premier ministre. Il entre rapidement en conflit avec les membres civils du gouvernement, et renforce la domination militaire de celui-ci. Admirateur de Benito Mussolini, il adopte une idéologie fasciste. Début 1939, il fait arrêter puis exécuter des opposants politiques. Sous la dictature militaire de Pibun, le pays est rebaptisé « Thaïlande ». |
| 6 et 13 novembre | Pologne    | Législatives | La Pologne a cette date est sous un régime politique autoritaire, issu d'une alliance rassemblant des personnalités de droite, de gauche et du centre pour combattre la corruption et redresser l'économie, fût-il au mépris des règles démocratiques. Le gouvernement réprime les communistes, et se présente comme antisémite, bien qu'aucune mesure concrète à l'encontre des juifs ne soit mise en œuvre. | Le « Camp de l'unité nationale » (autoritaire, anti-parlementaire), seul mouvement politique autorisé à se présenter, conserve une très large majorité des sièges. Les autres reviennent à des représentants de groupes ethniques minoritaires (Ukrainiens et juifs). Le général Felicjan Sławoj Składkowski demeure président du conseil des ministres. |

### Décembre
| Date         | Pays                   | Élections    | Notes | Résultats |
| ------------ | ---------------------- | ------------ | --- | --- |
| 1er décembre | Royaume de Yougoslavie | Législatives | Élections au suffrage masculin. La Yougoslavie est le seul État d'extrême-droite à autoriser encore une réelle opposition à cette date. Néanmoins, le gouvernement fait pression sur la population pour voter pour ses candidats, et le vote ne s'effectue pas à bulletin secret. | L'Union radicale (extrême-droite : nationaliste, d'inspiration fasciste) conserve une très large majorité des sièges, devant l'alliance des partis d'opposition. Milan Stojadinović demeure premier ministre. L'opposition a toutefois recueilli 45 % des voix, score considéré comme assez remarquable dans ces circonstances.     |
| 18 décembre  | Slovaquie              | Législatives | Après l'invasion de la Tchécoslovaquie par l'Allemagne nazie au mois de mars, la Slovaquie obtient officiellement son autonomie. Les élections pour son assemblée autonome prennent la forme d'un plébiscite : il y a une seule liste de candidats, composée de diverses personnalités d'extrême-droite, membres de partis nationalistes et pro-nazis ou sans étiquette. Les électeurs doivent approuver ou rejeter cette liste dans sa totalité. | Les autorités annoncent que les candidats de la liste unique ont été élus, avec un taux d'approbation de 97,5 %. Jozef Tiso devient premier ministre. En mars 1939, la Slovaquie déclare son indépendance, et devient un État satellite de l'Allemagne nazie, dirigé par un gouvernement clérico-fasciste et violemment antisémite. |